# P-5馬林魚巡邏機
P5M馬林魚巡邏機（英語：Marlin)(1962年後則改成P-5)是一款由位於馬裡蘭州米德爾里弗的格倫·L·馬丁公司建造的雙活塞發動機飛行艇。
P-5延伸自PBM 馬林魚巡邏機，公司名稱為Model 237。而後該型號經過改進後稱為P5M-2（Model p237B）。

## 發展

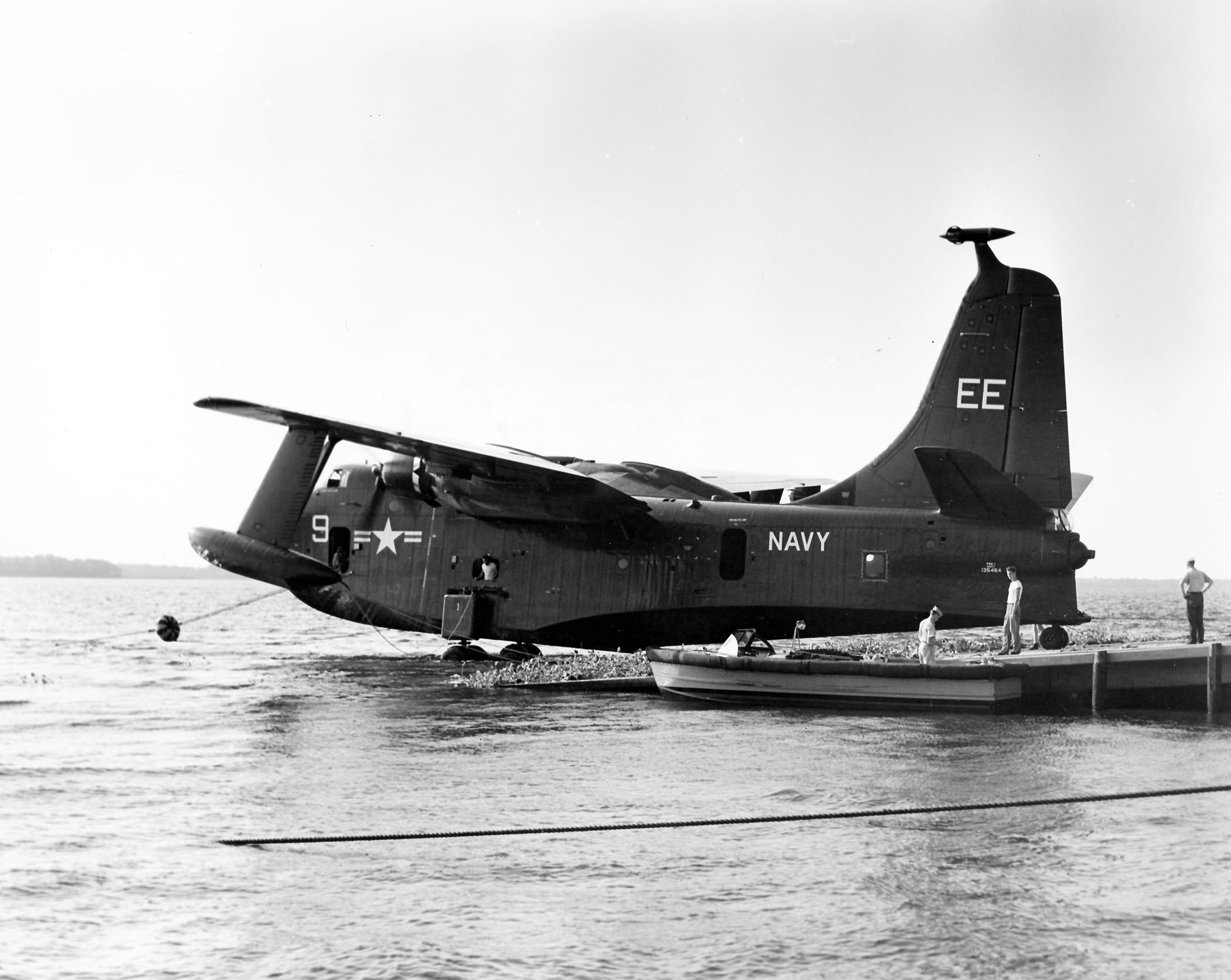
第45巡邏中隊的P5M-1

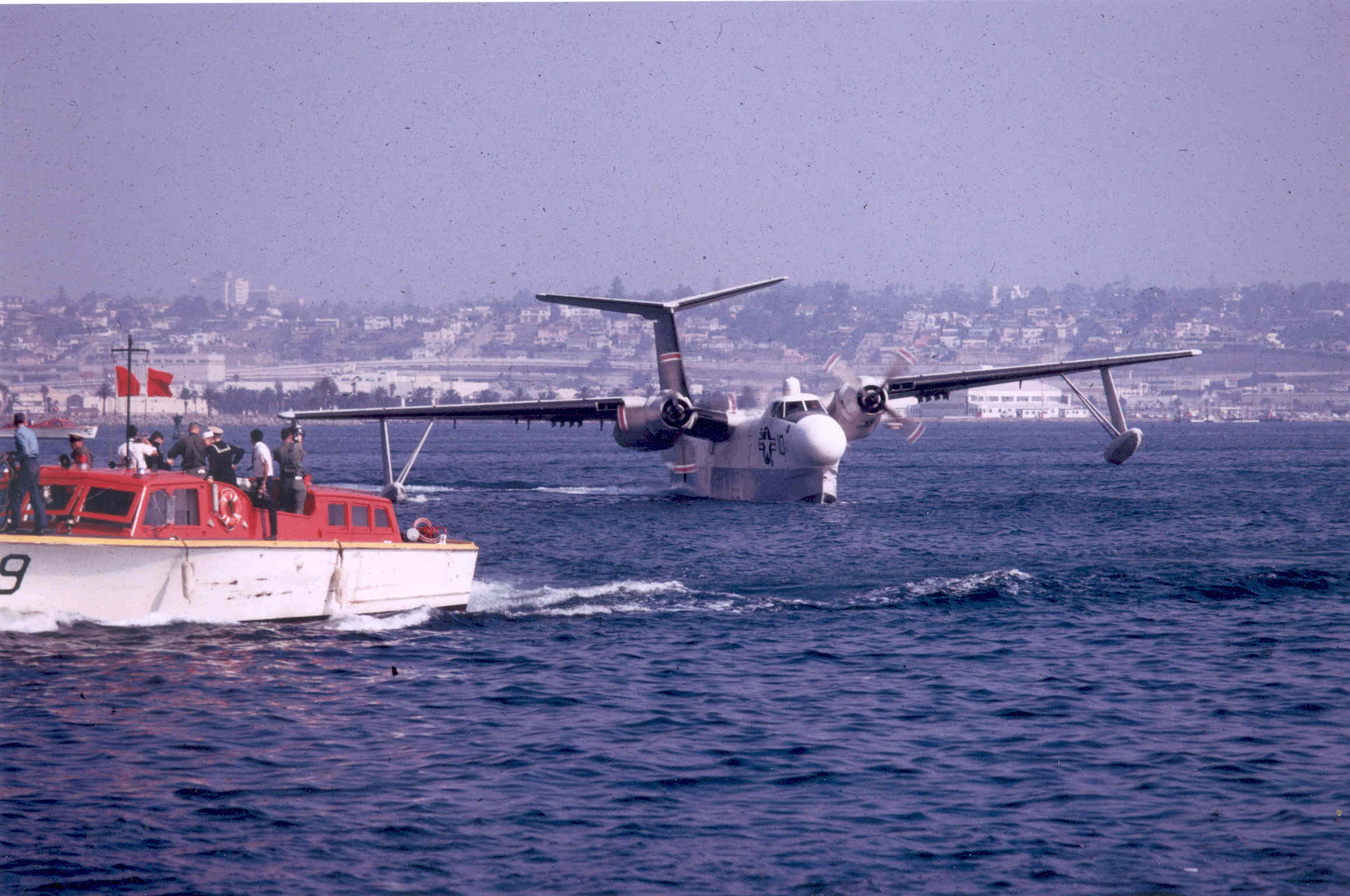
最後一次執行飛行任務的第40巡邏中隊SP-5B

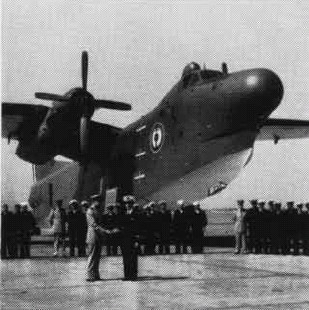
1架法國的P5M-2

馬林魚是一款鷗翼機，並將引擎置於機翼上方。發動機採用2具萊特R-3350-32WA Duplex-Cyclone18缸水噴射風冷星形發動機。機身後不曲線平緩，該設計這使得飛機有更長的浮力，並減少了波浪上的「海豚效應」。
原型機的機頭和尾部砲塔各配備兩門20mm(0.79in)機砲，機背砲塔配有兩挺0.5in(12.7mm)白朗寧M2重機槍。該機於1948年5月30日首飛。
量產型版本P5M-1於1951年開始生產，並於1951年6月22日首飛。相較於原型機，量產版本擁有提高能見度的飛行甲板、機頭炮塔替換成AN/APS-44搜尋雷達、取消機背砲塔以及使用新的流線型機翼浮標。此外加長引擎短艙，使後部的武器艙有更大的空間。
P5M-2是P5M-1的升級版本。該款式重新設計並使用T型尾翼，機尾尖後部有一個AN/ASQ-8 MAD磁異常探測器，並擁有更好的機組人員空間以及新設計的機頭以減少起飛和降落時的水霧。

## 型號

### 公司編號
M-237P5M-1的公司編號
M-237BP5M-2的公司編號
M-270經過改裝的XP5M-1原型機
M-290P5M-3的公司編號，預計採用Martin P7M SubMaster發動機

### 1962年前命名
XP5M-1
由PBM 馬林魚巡邏機改造而成的原型機
P5M-1
美國海軍的量產版本，共160架，後來於1962年重新編號為P-5A
P5M-1G
P5M-1的改進版本，共7架服役於美國海岸防衛隊，而後交還海軍使用P5M-1T
P5M-1S
P5M-1的改進版本，具有升級的電子和反潛設備 ，後來於1962年重新編號為SP-5A
P5M-1T
7架由美國海岸防衛隊交還給海軍使用的P5M-1Gs，作為教練機使用，後來於1962年重新編號為TP-5A
P5M-2
升級版本，共120架，其中108交付給美國海軍，12架交付給法國海軍。P5M-2採用T型尾翼取代P5M-1上所使用的低置水平尾翼。後來於1962年重新編號為P-5B
P5M-2S
更新了新型的電子和反潛設備P5M-2，後來於1962年重新編號為SP-5B
P5M-2G
4架給予美國海岸防衛隊使用的P5M-2，後來交還給美國海軍使用
P5M-3
修改為4引擎版本的P5M，採用4具Martin P7M SubMaster發動機。格倫·L·馬丁公司雖然於1956年建成Mockup，但最終落敗給P-3獵戶座海上巡邏機

### 1962年三軍命名系統後
P-5A
1962年重新命名的P5M-1
SP-5A
1962年重新命名的P5M-1S
TP-5A
1962年重新命名的P5M-1T
P-5B
1962年重新命名的P5M-2
SP-5B
1962年重新命名的P5M-2S

## 外部連結
- Naval Aviation Museum – Aircraft – 'P5M-2S (SP-5B) Marlin'